# Aero the Acro-Bat 2
Aero the Acro-bat 2 es un videojuego de plataformas lanzado por Sunsoft para Super Nintendo y Mega Drive en 1994. El juego es la continuación de Aero the Acro-Bat. Se planeó lanzar una versión del juego en el año 2003 para Game Boy Advance, pero dicho lanzamiento fue cancelado. La versión de SNES se relanzó en 2010 para la Consola Virtual de Wii.
El juego está dedicado a la memoria de Ayrton Senna, quien murió en un accidente automovilístico durante el Gran Premio de San Marino en Imola el 1 de mayo de 1994 tras impactar contra el muro de contención en la curva tamburello con el Williams FW-16.

## Sinopsis
Después de ser derribado en la parte superior de una torre en el primer juego por Aero, resulta que el antagonista Edgar Ektor fue salvado en el aire por Zero. Los dos villanos reanudan sus planes de conquista.
Mientras explora el Museo de Horrores de Ektor, Aero se encuentra con una caja de mago que podría teletransportarlo a cualquier parte.

## Descripción
El juego incluye menos actos que el juego anterior pero significativamente más largos, y los niveles son diseñados de forma similar, con muchas áreas secretas y nuevos movimientos. Las gráficas son bien detalladas y los enemigos aparecen repentinamente durante el desarrollo de cada nivel, los cuales varían en cada etapa. La dificultad se incrementa notablemente de un nivel o etapa al siguiente. La música tiende a ser repetitiva. El último nivel sólo incluye un acto de pelea contra Edgar Ektor, el enemigo de Aero.

## Juego de magia
En los actos de cada nivel se esconden las letras que forman la palabra Aero. Si el jugador lo consigue, se juega al juego mágico de los vasos y se debe adivinar en qué vaso se esconde la estatua de Aero.